# Österreichische Kinogeschichte
Die Österreichische Kinogeschichte zeichnet die Entwicklung der Kinos in Österreich von den ersten Filmvorführungen im 19. Jahrhundert bis zur heutigen Zeit nach.

## Stummfilmära

### Die ersten Filmvorführungen

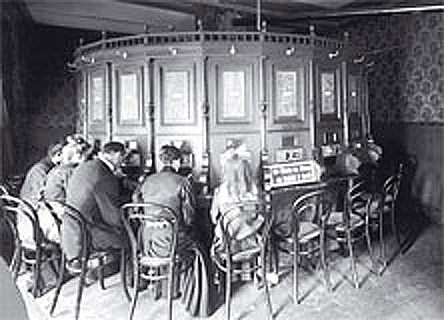
Ein Stereoskop im Praterkino „Kaiserpanorama“ um 1900

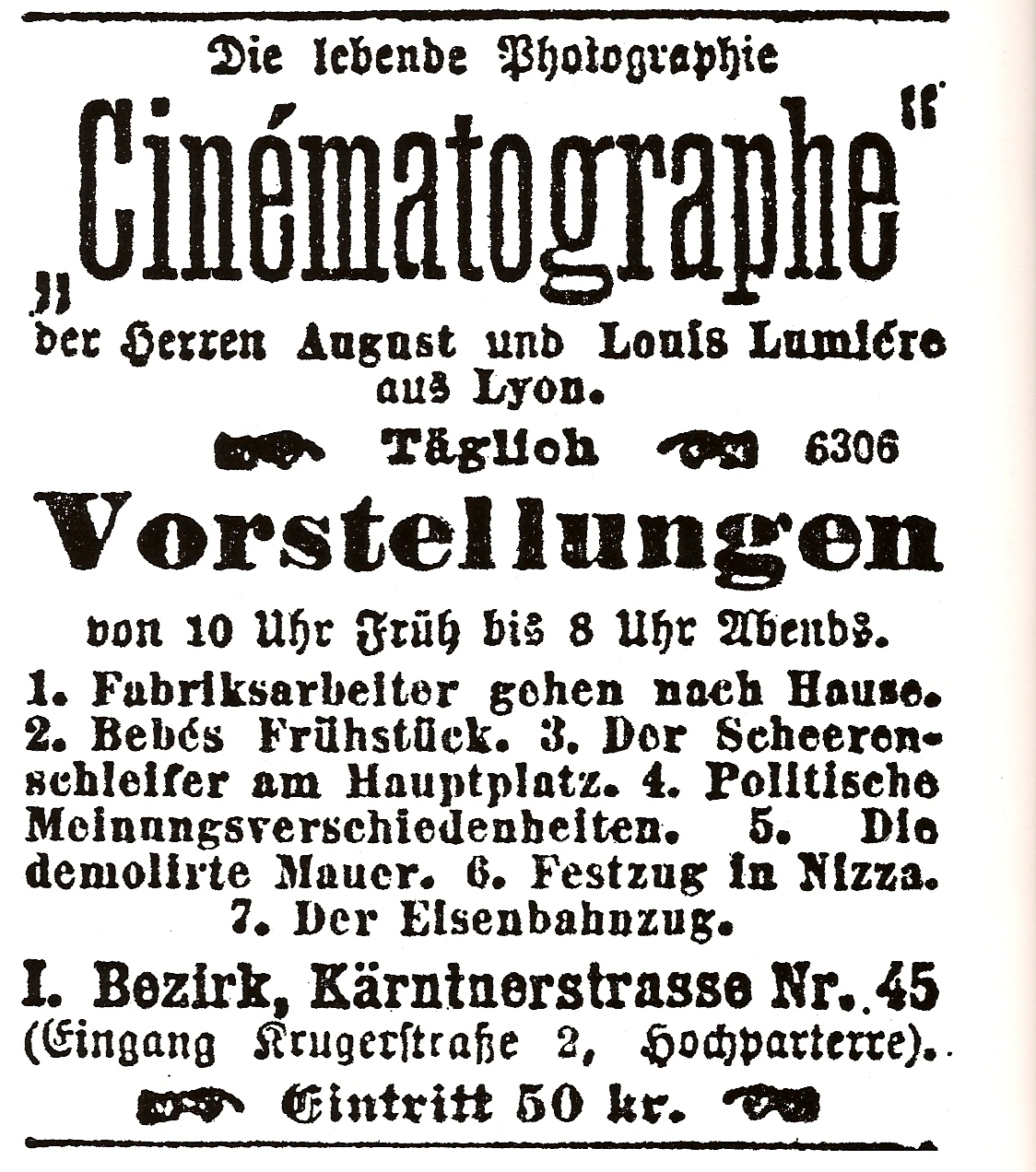
Ankündigung der Programmänderung im Vorführraum von Eugène Dupont Mitte April des Jahres 1896 im Illustrierten Wiener Extrablatt

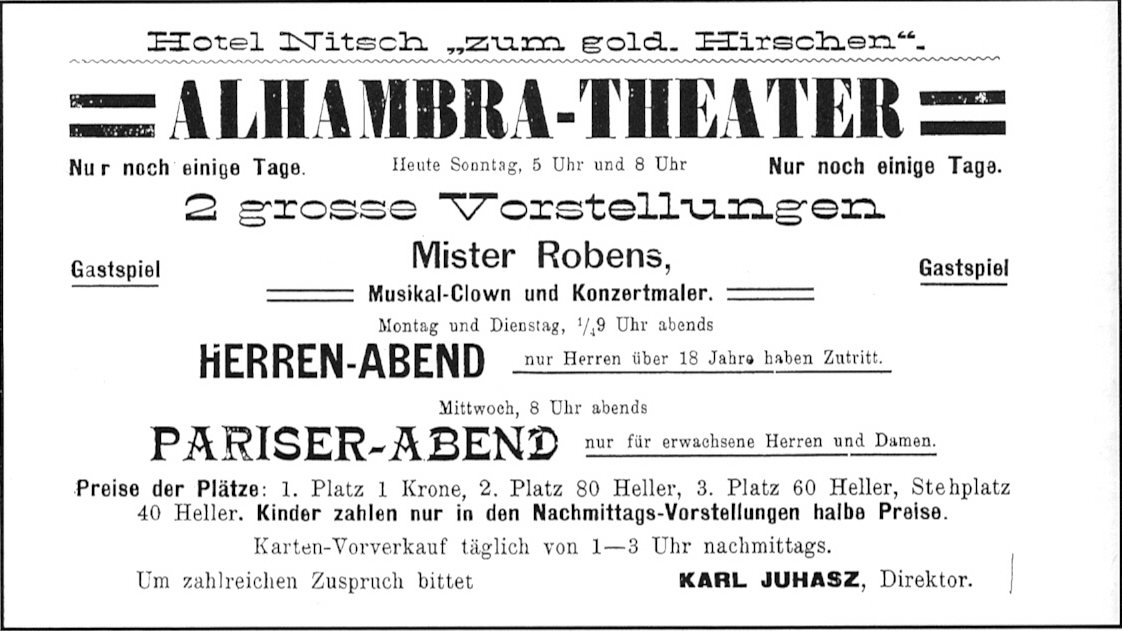
Zeitungsinserat für Vorführung von Erotikfilmen unter der üblichen Bezeichnung „Pariser-Abend“ und „Herren-Abend“ des Wanderkinos von Karl Juhasz in Mödling, 1906

Ab 1885 existierte mit dem Kaiserpanorama, in dem bis zu 12 Besucher gleichzeitig gegen Bezahlung in ein Stereoskop Einblick nehmen durften, bereits ein früher Vorgänger des Kinos.
1896 war das Jahr, als in der Schaubude von Josefine Kirbes im Wiener Wurstelprater die erste Präsentation von „Lebenden Bildern“ stattgefunden haben soll. Erst etwas später erfolgte am 20. März dieses Jahres in der Wiener Lehr- und Versuchsanstalt für Photographie und Reproduktionsverfahren die erste belegte öffentliche Kinovorführung mit dem Lumière'schen Kinematographen vor geladenem Publikum.
Ab 27. März folgten tägliche Vorstellung im Mezzanin des Hauses Kärntner Straße 45/Ecke Krugerstraße 2 im Ersten Wiener Gemeindebezirk. Dort präsentierte Eugène Dupont, ein Gesandter der Lumières, die ihre Erfindung in allen Großstädten Europas bekannt machen wollten, deren erste Werke. Dies geschah gegen eine Eintrittsgebühr von 50 Kreuzern und war täglich von 10 Uhr morgens bis 8 Uhr abends möglich. Am Programm standen kurze Dokumentarszenen der Lumières, die nur wenige Minuten lang dauerten. Die Neue Freie Presse lobte die Qualität der Aufnahmen und lieferte mit ihrem Bericht zur Eröffnung dieses Vorführraumes die erste Filmkritik Österreichs ab. Im April 1896 wurde das Programm weitgehend mit neueren Werken aktualisiert, und am 17. April besuchte auch der Kaiser das Etablissement, der sich auf Französisch mit dem Besitzer unterhielt – so die Neue Freie Presse damals.
Die ausnahmslos importierten Kinematographen – in Österreich existierte noch Jahre lang kein solcher Produzent – sind von da an zumeist bei Schaustellern im Wurstelprater, auf Jahrmärkten, in Wanderkinos und auch im „Stadt-Panoptikum“ von Louis Veltée am Kohlmarkt 5 zu finden. Als Oberösterreichs erster Wanderkinobetreiber gilt Johann Bläser. Am 29. November 1896 zeigte Charles Crassé in Klagenfurt die erste Demonstration lebendiger Photographien.
Die Wanderkinos sind es auch, die in fast allen großen Städten der ganzen Monarchie erstmals den Kinematographen präsentieren – sofern nicht die Brüder Lumière persönlich zuvorgekommen waren. Gesetzlicher Rahmen war das bereits 1836 erlassene „Vagabunden- und Schaustellergesetz“, das bis in die erste Hälfte des 20. Jahrhunderts auch für die Erwerbung von Kinos bzw. das Vorführen von Filmen zur Anwendung kommt.
Von richtigen Filmen konnte man damals noch nicht sprechen. Produziert wurden aus technischen Gründen nur wenige Minuten lange dokumentarische und fiktionale „Kurzfilme“ mit Titeln wie „Fällen eines Baumes“, „Taubenfüttern“, „Erschießung eines Spions im türkisch-griechischen Krieg“ oder „Ein unheimlicher Traum“, die umgehend in den Schaubuden im Prater oder anderswo in der Stadt, neben anderen Abnormitäten und Kuriositäten, gezeigt wurden. Wer die Schauspieler waren spielte damals zwangsläufig nur eine untergeordnete Rolle. Erste „Filmstars“ mit Wiedererkennungswert entstanden erst mit aufwändigeren und längeren Produktionen Mitte der 1910er Jahre.
Ebenfalls 1897 wurden in Linz erstmals kurze Filme im Rahmen eines Varietéprogramms in „Roithner's Varieté“ vorgestellt. Die erste vollständige Filmvorstellung fand am 20. März 1897 statt – im Gartensalon des Hotels „Zum goldenen Schiff“. In Höritz im Böhmerwald fand im selben Jahr bei der Aufführung des Theaterstückes Das Leben und Sterben von Jesus Christus die erste Aufführung von heimisch produziertem Filmmaterial statt. Zur Unterstützung des Theaterstückes war ein Kinematograph vorhanden – 3000 Meter Film wurden in der Umgebung abgedreht, von welchen letztendlich 30 Rollen Aufnahmen zu je 30 Metern vorgeführt wurden.
1898, im Dezember, gastierte das Wanderkino von Gottfried Findeis im Wiener Neustädter Hotel „Zum goldenen Hirschen“ um dort selbst produzierte Filme im Stil der Gebrüder Lumière zu präsentieren: „Die Ankunft eines Zuges im Bahnhof von Wiener Neustadt“, „Eine Tunnelfahrt im Aussichtswagen während der Fahrt aufgenommen“, und „Ausgang der Arbeiter aus der Lokomotivfabrik Wiener Neustadt“. Ebenfalls 1898 wurde gesetzlich veranlasst, dass alle Unternehmer zur öffentlichen Vorführung von Filmen eine Prüfung ablegen müssen. Dennoch wuchs in den folgenden Jahren die Zahl der Schaubuden und Kleintheater weiter an. „Laufende Bilder“ erfreuten sich großer Popularität.

### Entstehung der ersten festen Kinos

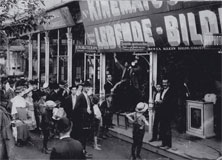
Vor dem Kino Klein im Wiener Prater, 1905

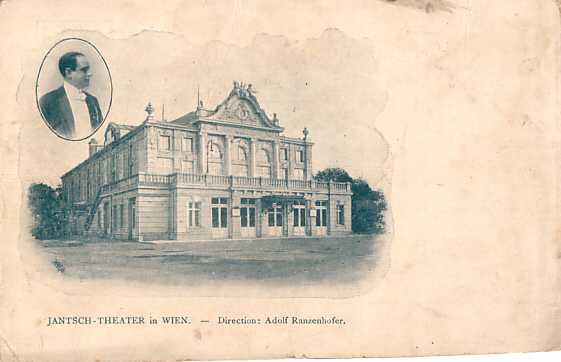
Das 1898 errichtete Jantsch-Theater im Wiener Wurstelprater; 1905 umbenannt in „Lustspieltheater“

Bis zum Jahr 1902 fanden Filmvorführungen nur in einfachen Räumen in adaptierten Gaststätten, beziehungsweise schmalen, lang gestreckten Geschäftslokalen – so genannten Ladenkinos – statt. Des Weiteren in Höfen von Wohnanlagen, im Rahmen von „Abnormitätenschauen“ (zum Beispiel das Homes-Fey-Kino) und in Zirkuszelten. Diese Räumlichkeiten wurden mit der größtmöglichen Anzahl von Stühlen ausgestattet, das Kinoprogramm mit dem Ausschank von Getränken und dem Verkauf von Speisen begleitet. Dies stand im Gegensatz zu den anderen europäischen Städten, die von Beginn an eigene Kinogebäude errichteten. Das erste eigens zum Zwecke des Kinobetriebs errichtete Gebäude entstand 1902, als der Wiener Singspielhallen-Betreiber Gustav Münstedt die Konzession zur Errichtung eines Kinos erhielt. Der „Münstedt Kino Palast“ ersetzte nun seine Singspielhalle im Wiener Prater. Zwischen 1903, als es in Wien erst drei Lokalitäten gab, die ausschließlich Filmvorführungen zeigten, und 1905 entwickelten sich auch aus einigen der Schaubuden, Theater und Zeltkinos weitere ausschließliche Kinos. Zentren waren dabei die Innere Stadt, der Wurstelprater und die Mariahilfer Straße in Wien-Mariahilf. Eines davon war das 1904 von Louis Geni errichtete große „Zeltkino Westend“, dessen Lichtanlage dem Kino zu großer Bekanntheit verhalf.
Im November 1907 wird in Wien der Verband österreichischer Kinobesitzer gegründet. 1908 existierten mit den Lichtspieltheatern Stiller, Schaaf, Münstedt, Kern, Klein und Busch bereits sechs Kinos im Prater, in denen die Laufkundschaft mit Hilfe von „Ausrufern“ zu den „Kinematographischen Vorstellungen“ angeworben wurden. Die Ausrufer – auch „Rekommandeure“ genannt – waren oft die Kinobetreiber selbst, die als wortwörtliche „Aushängeschilder“ der frühen Wiener Kinos Laufkundschaft auf ihren Betrieb aufmerksam machten. Damit schlossen sie an eine Tradition an, die es bereits in den Varietés gegeben hatte. Sie wurden noch vor dem Ersten Weltkrieg durch Anzeigetafeln abgelöst.
Als Vorbild für den Kinobetrieb nahm man sich das Theater, und so zeigte sich etwa der Schriftsteller und Komponist Max Brod bei einem Kinobesuch „belustigt, dass es hier eine Kassa, eine Garderobefrau, Musik, Programme, Saaldiener, Sitzreihen gibt, all dies pedantisch genauso wie in einem wirklichen Theater mit lebendigen Spielern“. Manche der 12 festen Kinos, die in Wien um 1906 existieren, gingen tatsächlich auch aus Theatern hervor. So zum Beispiel das 1898 errichtete Jantsch-Theater, welches 1905 in „Lustspieltheater“ umbenannt wurde, und Filme vor 800 bis zu 1000 Zusehern präsentierte. Begleitet wurden die Stummfilme damals zumeist mit elektrischen Orgeln, auf denen die bekanntesten Opern- und Operettenmelodien gespielt wurden. Es gab in der frühen Stummfilmzeit jedoch auch „Tappeure“ genannte Pianospieler. So genannte „Erklärer“ sorgten bei Notwendigkeit für die korrekte Übermittlung des Filminhalts an das Publikum. Sie wurden bei zunehmender Länge der Filme rasch unentbehrlich, bis sie von den im Film eingebauten Zwischentiteln abgelöst wurden.
1908 gab es in Wien bereits 25 Kinos – zumeist Ladenkinos wie es auch das „Bellaria Kino“ war. Im selben Jahr bestand mit Sophie Nehez die erste Frau die Wiener Filmvorführerprüfung. Führende Wiener Cinemascope-Kinos waren in den ersten Jahren das „Weltspiegel“ und das „Eos Kino“. Carl M. Köstner und Hermann Prechtl gründeten 1908 feste „Kinematografen-Theater“ in Klagenfurt. In Villach existierten zu diesem Zeitpunkt bereits zwei Kinos. Auch die ersten Filmzeitschriften erschienen bereits: die „Kinematographische Rundschau“ ab 1907 und „Der Österreichische Komet“ ab 1908.

### Weitere Entwicklung der Kinos bis 1914
| 1896 | 1        |
| 1903 | 3        |
| 1905 | mind. 6  |
| 1906 | 12       |
| 1908 | mind. 25 |
| 1909 | 74       |
| 1914 | 150      |

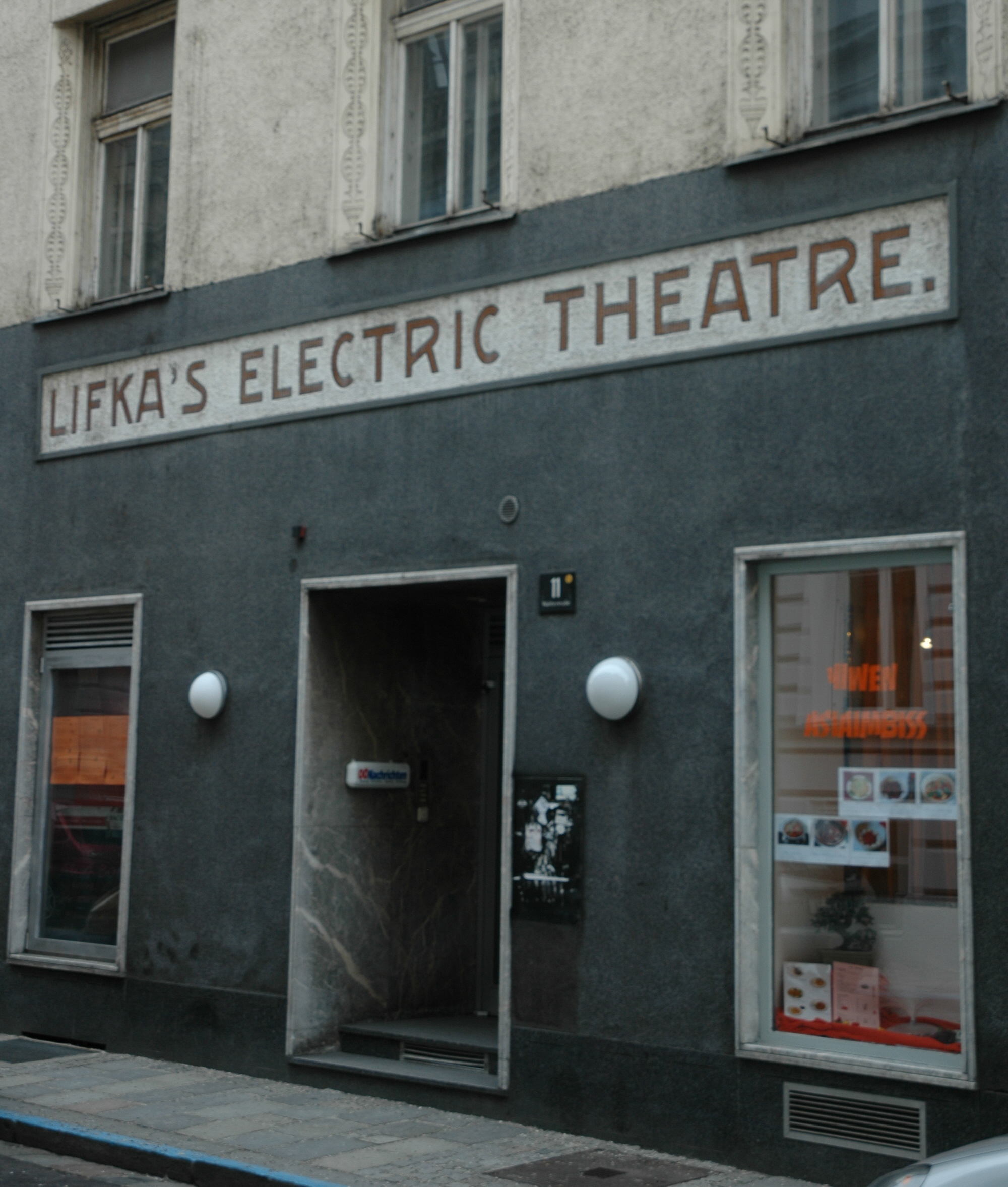
Das erste ortsfeste Kino von Linz, das Lifka-Kino, wurde 1908 eröffnet. Der Schriftzug des Kinos ziert noch heute das Gebäude.

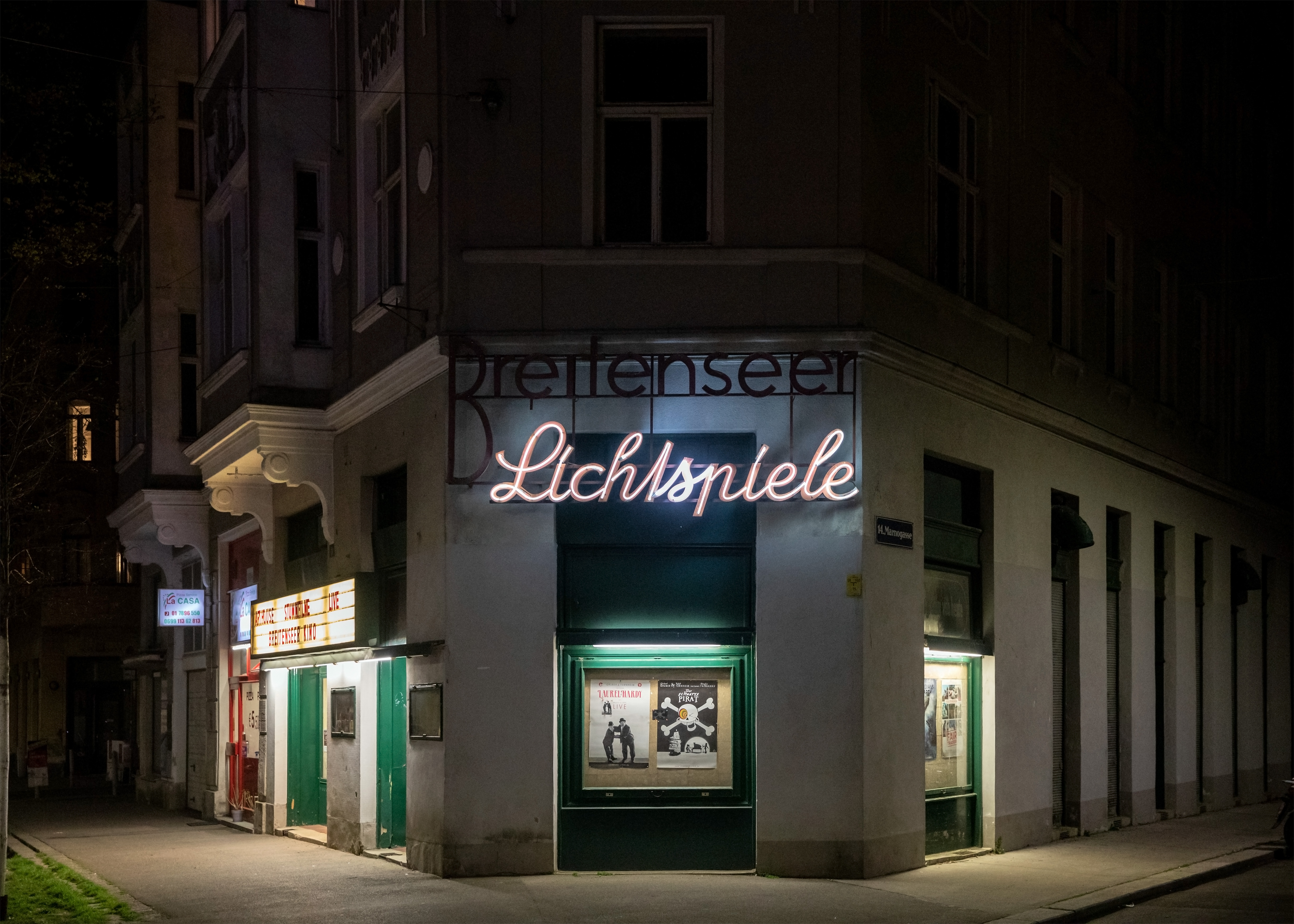
Die Breitenseer Lichtspiele in Wien, gegründet 1905 als Zeltkino Guggenberger

Nach den ersten Jahren des „Kinobooms“ waren auch in den 74 Wiener Kinos – von denen 41 innerhalb des Gürtels lagen – die zahlreichen Filme mit dem Franzosen Max Linder äußerst beliebt. Diesbezüglich konnte sich das „Kino Klein“ einen guten Ruf verschaffen, da es bereits früh regelmäßig mit aktuellen ausländischen Produktionen aufwarten konnte, die es aus Paris importierte. Von Max Linder erschien alleine im Oktober 1910 jede Woche ein neuer Film: „Les Débuts de Max au cinéma“ (Österreichpremiere am 1. Oktober 1910), „Comment Max fait le tour du monde“ (8. Oktober), „Qui a tué Max?“ (15. Oktober), „Max prend un bain“ (22. Oktober) und „Le Soulier trop petit“ (29. Oktober).
In den zahlreichen Wanderkinos der damaligen Zeit wurden vor allem Komödien und Dokumentationen wie der Phantom Ride „Österreichische Alpenbahn, eine Fahrt nach Mariazell“ gezeigt.
Da noch immer das „Vagabunden- und Schaustellergesetz“ des Jahres 1836 galt, gab es in Wien eine rege, aber ungeregelte, Kino-Bewegung. Lizenzen wurden „nach Bedarf“ eines Kinos in einem Stadtviertel vergeben. Dies führte dazu, dass sich die zumeist kleinen Ladenkinos oft in wenig frequentierten Seitengassen oder -straßen ansiedelten. Die Folge war, dass viele dieser Kinos noch in den ersten Monaten und Jahren schlossen, oder unter Beibehaltung ihrer Namen in andere, besser frequentierte Straßen übersiedelten.
Durch die unscharfe Gesetzeslage entstanden auch fragwürdige Vorschriften und Vorgehensweisen in der Verwaltung. So war für jedes Kino neben einer Notbeleuchtung auch eine „Anstandslampe“ verpflichtend, und die Praterinspektionsbehörde verfolgte während des Kinobooms genauestens die Ertragsentwicklung. So kam es 1912, am Höhepunkt des Booms, zur Erhöhung der Pachtzinse für Kinobetreiber auf das Zehnfache, während die übrigen Praterbetriebe von diesem Schritt des Obersthofmeisteramts verschont blieben.
1911 wurde der „Verband der Kinoindustriellen“ gegründet und im Jahr 1912 erschien Wiens erstes eigenes Kinogesetz, die „Kinematographenverordnung“. Seither benötigte man für den Betrieb eines Kinos eine Konzession. Im selben Jahr fand in Wien der Internationale Kinematographenkongress und die Internationale Kinoausstellung statt, wo die Filmschaffenden um die Anerkennung des Films als Kunstgattung warben, und die Zensur und andere Schikanen, die den Filmschaffenden damals ihre Arbeit erschwerten, heftig kritisiert wurden.
1913 existierten in der gesamten Monarchie rund 400 Kinobetriebe, wie aus einer Statistik dieses Jahres hervorgeht. Davon waren etwa die Hälfte Wanderkinos, und von den 200 festen Kinos befanden sich mehr als die Hälfte in Wien.
Am 20. Mai 1912 fand in der Bürgerschule am Friedrichsplatz im 15. Wiener Gemeindebezirk Rudolfsheim-Fünfhaus die erste Filmvorführung in einer Schule statt. Der Verein „Kastalia“ gründete noch im selben Jahr die „Erste österreichische Schule- und Reformkinogesellschaft m.b.h.“, welche sodann am Kriemhildplatz in Rudolfsheim-Fünfhaus das erste Großschulkino „Universum“ eröffneten, das 1913 die ersten Schulvorstellungen gab. Dies geschah nach demselben Muster wie bei den von Schulrat Jaksch geleiteten Schülervorstellungen an der Urania, wohin Schulgruppen aus ganz Wien geführt wurden.
Von 1911 bis 1914 eröffneten 102 neue Kinos in Wien, so dass nun nicht weniger als 150 Kinos bestanden. Die ständigen Kinos beherrschten die Unterhaltungsszene in den großen Städten. In Wien existierten auch mehrere Freiluftkinos und Dachateliers. 25 Produktionsfirmen sorgten für vielfältige Produktionen. Zu dieser Zeit erlebten auch die Diskussionen um den „Schutz der Kinder vor dem Film“, die Zensur im Allgemeinen, das Verhältnis zwischen Theater- und Filmbetreibern und dergleichen ihren Höhepunkt, worauf im Abschnitt „Kulturkampf um Kino und Film“ näher eingegangen wird.

### Auseinandersetzung mit staatlichen Restriktionen und Widerstände der Oberschicht
Gewisse Kreise der Bevölkerung und die Behörden sahen Kino und Film in dessen Entstehungsjahren trotz der großen Beliebtheit, oder gerade deswegen, als „Unkultur“ an. Die bis heute von offiziellen Stellen nicht vollständig erfolgte Anerkennung des Films als künstlerisches Medium wurzelte bereits im „Vagabunden- und Schaustellergesetz“ von 1836, welches bis in die 1920er Jahre Kinobesitzer Vagabunden gleichstellte. Dies bedeutete, dass Kinobetreiber um eine Lizenz bitten mussten und diese nur nach Gutdünken des diensthabenden Beamten erhielten – oder auch nicht. Ein hoher Anteil der Lizenznehmer stammte aus den östlichen Gebieten der Monarchie, darunter auch viele Juden. Die Kritik an der „verruchten“ Unterhaltungsindustrie enthielt daher häufig antisemitische Töne.
Ein Gesetz verbot ab 1910 Kindern den Besuch von Kinos, und komplizierte Zensurprüfungen machten der Filmwirtschaft das Leben weiterhin schwer. Proteste der Kino- und Filmschaffenden ab 1907, die sich ab 1910 in Verbänden zusammenschlossen, führten erst 1912, am „Internationalen Kinematographenkongreß“ in Wien, zu Erleichterungen. Der Vizepräsident des „Bundes der Kinoindustriellen“, Alexander Ortony, verwies bei dieser Gelegenheit in einer Rede darauf, dass „viele Kulturvölker der Zensur ganz entbehren, und niemand kann behaupten, dass Frankreich, Italien oder Ungarn sich deshalb am Rande des Verderbens befänden“. Ähnlich wie Österreich ging es damals in Westeuropa nur Deutschland, welches über ein unübersichtliches und dezentrales Zensursystem verfügte.
In den Zeitungen, Film- und Literaturzeitschriften erschienen laufend Beiträge von Größen aus Film, Theater und Literatur, die sich mit Fürs und Wider einen andauernden Schlagabtausch lieferten, wie etwa ob die Theater dadurch nun geschädigt werden, und die Buchabsätze zurückgehen, oder ob Filme deren Positionen einnehmen, ersetzen oder ergänzen.
Zwar erschienen ab 1913 (Gedanken zu einer Ästhetik des Kinos von Georg Lukács) und 1914 in Deutschland (Zur Soziologie des Kino von Emilie Altenloh) bereits erste wissenschaftliche Abhandlungen zu Kino und Film, doch änderte dies vorerst nichts am steigenden Widerstand von Schulbehörden, Kirche, Polizei und Theaterverbänden gegen das Kino. Erst Mitte der 1920er entspannte sich dieser „Kulturkampf“ mit dem Erscheinen der großen filmtheoretischen Schriften von Sergej Eisenstein und Béla Balázs.

### Im Ersten Weltkrieg
Bereits im September 1914 erreichten die österreichischen Kinos die ersten Kriegswochenschauberichte von der österreichisch-ungarischen Ostfront (siehe auch: Geschichte der Wochenschau in Österreich). 1916 wurden die baubehördlichen Auflagen zur Gründung von Kinos in Wien wesentlich verschärft. Diese Auflagen führten ebenso wie der Erste Weltkrieg zu einer Reihe von Schließungen und zu einer ersten Stagnation bei den Kinogründungen in Wien. Dennoch wurden auch während des Krieges weitere Kinos in Wien eröffnet. Zu dieser Zeit wurden knapp 50 % der Wiener Kinos und rund 90 % der Verleihunternehmen von jüdischen Inhabern geführt. 1917 eröffneten nur noch vier neue Kinos in der Stadt. Nach dem Ende des Ersten Weltkrieges wurde aus dem ehemaligen „Reichsverband der Kinematographenbesitzer“ der „Bund“. Dieser wird 1920 in „Zentralverband der österreichischen Lichtspieltheater“ umbenannt. 1918 kam nur noch ein Kino zu den bereits bestehenden 154 Wiener Kinos hinzu.

### Entwicklung des Kinos bis zur Umstellung auf den Tonfilm
Seit der Einführung der Kinematographenverordnung 1912 änderten sich die Vergabemodalitäten von Kino-Konzessionen insofern, als man in den Nachkriegsjahren weniger Einzelpersonen, als vielmehr gemeinnützigen Vereinen Konzessionen zur Führung von Kinos bzw. Lichtspielen genehmigte. Bedingt durch den Ersten Weltkrieg waren dies vor allem Kriegsveteranen, Invaliden- und Witwenvereine, wie sie in den Jahren nach 1918 zahlreich entstanden. Auch Volksbildungsvereine, die vor allem in den Jahren des „Roten Wien“ eine Reihe von Wiener Kinos leiteten – am bekanntesten das „Kosmos Kino“ in Wien-Neubau – erhielten bevorzugt Konzessionen. 1919 wurden fünf Kinolizenzen in Wien vergeben, 1920 kamen 13 und 1921 7 weitere Kinos hinzu.
1922 war Ottakring mit 13 Lichtspieltheatern und 5.764 Kinoplätzen der kinostärkste Bezirk Wiens. Es folgten Landstraße, Neubau und Leopoldstadt (ohne Prater) mit je zwölf Kinos. Im Prater selbst gab es zu dieser Zeit acht Kinos mit 4439 Sitzplätzen, was nach Ottakring die zweithöchste Sitzplatzanzahl Wiens bedeutete. In Favoriten, Meidling und in der Inneren Stadt gab es je elf Kinos, in allen anderen Bezirken weniger als zehn. Der Bezirk mit den wenigsten Kino-Sitzplätzen war Döbling mit knapp 1.000. Am 31. Dezember 1922 wurde der Filmbund gegründet, ein Zusammenschluss aller Interessenvertretungen der österreichischen Filmschaffenden.
Erst acht Jahre nach Kriegsende und dem Ende der Zensur im Zuge der Republik-Gründung wurde 1926 die Kinozensur abgeschafft. Trotz der Einführung einer Bewilligungspflicht für importierte ausländische Filme – resultierend aus der schlechteren Situation der österreichischen Produktionsfirmen – blühen die Filmverleihfirmen immer mehr auf. 1926 wurde auch das „erste Wiener Kinogesetz“ erlassen, nach dem die Kompetenz in Kinoangelegenheiten von nun an beim Land lag. In diesem Jahr wurde auch die Kinobetriebsgesellschaft Kiba von der Stadt Wien gegründet. Sie beschäftigte sich fortan mit dem Aufkauf von Kinos, in denen sie eine ideologische und kulturelle Verbesserung des Films herbeirufen wollte.
1927 verfügte Wien über 178 Kinos mit 67.000 Sitz- und 308 Stehplätzen. Dabei fassten nur vier Wiener Kinos mehr als 1000 Personen, das Gros der anderen Wiener Kinos fasste zwischen 200 und 400 Personen. Österreichweit bestanden nun bereits 750 Kinos.
Im Zuge der Weltwirtschaftskrise von 1929 gab es in Wien einen Einheitspreis von 50 Groschen pro Parkettplatz, 60 Groschen pro Balkon- oder Logenplatz. Im selben Jahr wurde auch der erste Tonfilm gezeigt was zu ersten heftigen Protesten der Kinomusiker führte. In der Folge wurden die meisten Stummfilmkinos Wiens konsequent zu Tonfilmkinos umgebaut.

## Frühe Tonfilmära bis zur Zeit des Nationalsozialismus

### Entwicklung des Kinos im turbulenten Umfeld der 1930er-Jahre
Die ersten Kinos, die auf Tonfilm umstellten, waren 1929 unter anderem die Kinos „Ufa“, „Burg Kino“ und „Opern Kino“. Verwendet wurde das Tobis-Klangfilmverfahren. Der Anteil von Tonfilmen an der Gesamtzahl der gezeigten Filme stieg auf 158 von 569 in diesem Jahr. Ein Jahr später überwog bereits der Tonfilm in den Kinos, und 1932 liefen keine Stummfilme mehr in Wien. Dies bewirkte eine schwere Krise der sogenannten Kinomusiker, die ab 1929 mehrmals auf den Straßen der Hauptstadt demonstrierten.
Der erste abendfüllende Tonfilm erreichte Österreich am 21. Jänner 1929 – im Wiener Central-Kino in der Taborstraße. Es war Alan Croslands „The Jazz Singer“, welcher in den USA bereits am 23. Oktober 1927 premierte, und in Österreich unter dem Titel „Der Jazzsänger“ lief. Der Ton wurde synchron zum Film auf einer Schallplatte abgespielt.
Viele der ehemaligen kleinen Grätzelkinos überstanden die Einführung des Tonfilms aus finanziellen Gründen nicht, und andere, besser situierte Kinos, nutzten diese Umbruchphase für große Umbauaktionen wie etwa der Verschönerung von Portalen, Eingangs- und Kassenhallen, der Zuschauerräume und der technischen Einrichtungen. Zu den drei Tonsystemen die damals in den Wiener Kinos verwendet wurden zählten neben dem am meisten verwendeten Movietonverfahren von Western Electric und dem Klangfilmsystem der damaligen Tobis Klangfilm der Ufa auch das Magnettonverfahren. Das Selenophon-Verfahren konnte nur durch ein Abkommen mit der Tobis vorübergehend international verbreitet werden.
Als am 3. Jänner 1931 der US-amerikanische Film „Im Westen nichts Neues“ Premiere in Wien hatte, führte dies zu einem politischen Skandal, begleitet von Demonstrationen, Störaktionen und Tumulten der nationalsozialistischen wie auch der christlichsozialen Partei und dessen bewaffneten Arms, der Heimwehr. Schon den Roman, auf welchem der Film basiert, wollte der österreichische Heeresminister Carl Vaugoin verbieten lassen. Die Bundesregierung empfahl den Bundesländern ein Aufführverbot zu erlassen. Als es nach der zweiten Aufführung im „Schwedenkino“ (Kiba) erneut zu Randalen und Tumulten kam, verbot der Innenminister am 9. Jänner jegliche weitere Aufführung.
1931 verfügte die Kinobetriebsagentur der Stadt Wien, die „Kiba“, bereits über 30 Kinos mit einer Kapazität von 16.000 Plätzen. Großteils nicht zur öffentlichen Vorführung bestimmt waren die Aufnahmen der „Bundessicherheitsfilmwache“, die seit 1928 öffentliche Ereignisse filmte, und die heute eine wesentliche Ergänzung zu den sonstigen zeitgenössischen Berichten und Dokumenten darstellen. So zum Beispiel die Aufnahmen vom „internationalen kommunistischen Demonstrationstag“ 1930, 1931 die „Internationale 2. Arbeiter-Olympiade“ und 1932 die militärtechnische Vorbereitung des Bürgerkrieges.
Im Österreichischen Ständestaat wird 1933 der „Zentralverband der österreichischen Lichtspieltheater“ in eine öffentlich-rechtliche Körperschaft umgewandelt, und die Interessenvertretung wird ständisch umorganisiert. Es wurde ein Gremium der Lichtspielunternehmer Österreichs eingerichtet, die als Körperschaft öffentlichen Rechts fungierte, und der jeder Kinobetreiber in Österreich angehören musste. Im Wesentlichen blieb die Struktur des Gremiums identisch mit jener des Zentralverbandes aus dem Jahr 1920.
1934 führten im österreichischen Ständestaat mehrere Bundesländer die Filmzensur wieder ein. 1935 folgte mit dem neuen „Wino Kinogesetz“ eine weitere Verschärfung der ständestaatlichen Kontrollmaßnahmen. Zu diesem Zeitpunkt gab es 179 Kinos in Wien und 738 in ganz Österreich.
Ab 1937 konnte aufgrund einer Gesetzesnovelle zum Wiener Kinogesetz nur noch demjenigen eine Konzession übertragen werden, der einen tatsächlichen Bedarf („Ortsbedarf“) nach einem neuen Kinostandort nachweisen konnte. 1937 bestanden in Österreich nur noch 23 Stummfilmkinos – ausschließlich in Wien und Vorarlberg. Hinzu kamen 839 Tonfilmkinos, von denen sich 320 in Niederösterreich, 189 in Wien und 95 in der Steiermark befanden. Wien zählte 1937 26,44 Millionen Kinobesucher.

### Österreichische Kinoszene zur Zeit des Nationalsozialismus
Bereits unmittelbar nach dem Einmarsch, am 12. März 1938, wurde der „Zentralverband der österreichischen Lichtspieltheater“ sowie das „Gremium der Lichtspielunternehmer Österreichs“ und sämtliche anderen Filmorganisationen aufgelöst und in die Reichsfilmkammer übernommen. Wesentliche Vorschrift bei der Aufnahme war der Abstammungsnachweis, der die Einhaltung der Nürnberger Rassengesetze gewährleisten sollte.
Sämtliche Kinos, deren Eigentümer gemäß der Nürnberger Rassengesetze als jüdisch galten, wurden ab dem Anschluss Österreichs „arisiert“. 84 der 170 Wiener Kinos – also rund die Hälfte – waren davon betroffen. Eine im August 1938 im „Kinojournal“ erschienene Liste berichtete, dass es kurz nach dem Anschluss 65 „jüdische“, 19 unter „jüdischem Einfluss“ stehende und 86 „arische“ Kinos in Wien gab. Bis zum Oktober 1938 wurden 55 der Wiener Kinos an „verdiente Parteigenossen“ übergeben. Die größten Kinos der Stadt, wie das „Scala“, „Apollo Kino“ und das „Zentral Kino“ erhielt die „Ostmärkische Filmtheater Betriebs Ges.m.b.H.“, eine Tochter der deutschen „Filmtheater GmbH“. Damit war auch hier die „Gleichschaltung“ erfolgt. Die städtische Wiener Kiba war die einzige nicht verstaatlichte Betriebskette, die in den „Donau- und Alpenreichsgauen“ neben den „arisierten“ Einzelbetrieben weiterbestehen durfte.
Im Dezember des Jahres war die „Arisierung“ bis auf das „Westend“ und das „Arkaden Kino“ abgeschlossen. Die Kinos „Kruger“, „Nestroy“, „Votivpark“, „Schweden“ und „Elite Kino“ sowie das „Burg Kino“ spielten zu diesem Zeitpunkt als einzige Wiener Kinos noch „feindliche Filme“ des fremdsprachigen Auslands.
In den folgenden Jahren wurde schließlich auch der zu „fremdländisch“ klingende Begriff „Kino“ häufig gegen „Lichtspiele“ oder „Filmtheater“ ausgewechselt. Das „Maria Theresien Kino“ wurde vom neu eingesetzten Konzessionär in „Ostmark“ umbenannt, andere ehemalige „Kinos“ verloren einfach diesen bis dahin gebrauchten „Zunamen“ und hießen in den folgenden Jahren schlichtweg „Kurbel“, „Kreuz“ oder „Royal“. Lediglich das „Höchstädt Kino“ konnte den Beinamen „Kino“ noch bis 1941 halten. Das „Zentral Kino“ wurde in „Ufa Kino“ umbenannt.
1939 hatte die Anzahl der Kinos in Wien mit 222 einen bis heute nicht mehr da gewesenen Höchststand erreicht. Von da an ging die Zahl der Kinos wieder deutlich zurück.
Am 8. Jänner 1943 wurde vom Wiener Polizeipräsidenten die Kino-Betriebssperre ab 22 Uhr eingeführt.
Bei schweren Bombenangriffen im Juni 1944 wurde rund ein Viertel aller Wiener Kinobetriebe zerstört, darunter das „Busch Kino“ im Prater, der „Sascha Filmpalast“ und das „Schweden Kino“. Am 1. September wurde ein Spielverbot für alle Theater erlassen, Kinos durften jedoch weiterspielen. Die Zerstörung einiger Kinos durch Bombenangriffe führte zum Kuriosum, dass aus der Volksoper ab 6. Oktober 1944 für einige Monate das zweitgrößte Kino der Stadt mit 1.550 Plätzen wurde. Auch Freiluftvorführungen waren für die Sommermonate angedacht. Allerdings wurde nichts in dieser Richtung verwirklicht.
Kurz vor Kriegsende, im April 1945, wurden weitere Wiener Kinos bei Luftangriffen zerstört, und auch die Geschichte der lebhaften Kinoszene im Wiener Prater endete mit dessen Zerstörung durch die Bombardements Ende des Zweiten Weltkriegs. Lediglich das Lustspieltheater bestand unter verschiedenen Namen bis zu einem Brand 1981 weiter.

## Entwicklung des Kinos in der Zweiten Republik

### In den Nachkriegsjahren
| 1956 | 116,1 | 47,5 |
| 1957 | 119,9 | 47,1 |
| 1958 | 122,0 | 46,3 |
| 1959 | 114,9 | 42,9 |
| 1960 | 106,5 | 37,9 |
| 1961 | 100,5 | 33,9 |
| 1963 | 84,7  | /    |
| 1968 | 46,4  | /    |

Nach der Besetzung Österreichs durch die Alliierten mussten die österreichischen Kinos vorerst einen Monat geschlossen bleiben, bis das Überwachungsorgan der Alliierten, der „Information Service Branch“, installiert war. Er übernahm die Programmüberwachung sowie die „Entnazifizierung“ der in Film und Theater tätigen Künstler. Am 10. Mai des Jahres wurde das diesbezügliche Gesetz zur „Entnazifizierung“ verabschiedet – sämtliche „Arisierungen“ von Kinos wurden darin für ungültig erklärt.
Bei der Umsetzung der Entnazifizierungsmaßnahmen traten in Wien jedoch zahlreiche Unregelmäßigkeiten auf. So gingen 30 der „arisierten“ Kinos nicht an ihre ehemaligen Besitzer oder deren Erben über, sondern an die stadteigene Kiba, da die Stadt Wien Kinokonzessionen nur an die vormaligen Eigentümer oder deren direkte Nachkommen rückerstatten wollte und keine anderen Erben oder Rechtsnachfolger akzeptierte.
Ebenfalls noch im Mai wurde aus der ehemaligen „Reichsfilmkammer“ unter der neuen Verwaltung das „Gremium der Lichtspielunternehmer Österreichs“ („Zentralverband der österreichischen Lichtspieltheater“) wiederhergestellt. Ein Bombenfonds zur Behebung der schlimmsten Schäden wurde ebenfalls ins Leben gerufen. Bereits im August 1945 waren 35 Kinos wieder in Betrieb.
1953 existierten immer noch über 200 Kinos in Wien – zahlreiche Bezirks- und Grätzelkinos, die in den ersten Jahren nach Kriegsende von den zahlreichen internationalen Filmen profitierten, die man nun endlich auch in Wien zeigen konnte. Am 1. Oktober 1954 gingen 32 Kinos Groß-Wiens infolge einer neuen Grenzziehung in niederösterreichisches Territorium über.
1955 wurde das Wiener Kinogesetz erlassen, das in den folgenden Jahren mehrfach novelliert wurde – zuletzt 1980. Es schreibt für den Kinobetrieb die Konzessionspflicht vor. Jeder Betrieb muss in einer genehmigten Betriebsstätte stattfinden und einen ausgebildeten und geprüften Filmvorführer beschäftigen, der dem MA 7 gemeldet werden muss. Im selben Jahr erschien auch die Kinobetriebsstättenverordnung, die sich zum Großteil auf die ersten kinobaurechtlichen Bestimmungen aus dem Jahr 1916 beriefen.
Der Vorsteher des Dachverbands der Lichtspieltheater, Otto Hermann, reagierte auf den Besucherschwund in den Kinos im Namen seiner Mitglieder mit dem Schlachtruf: „Fernsehen – Nicht mit unseren Filmen“. Das Fernsehen kam dennoch zu seinen Filmen, und der Besucherschwund ging weiter. Die Zahl der Eigenproduktionen nahm von da an zugunsten der Auftragsproduktionen stetig ab. Wenn österreichische Filmproduzenten ihre Weltrechte an deutsche Vertriebe vergaben, kam es beim Weiterverkauf oft vor, dass die Geschäftspartner vergaßen, Österreich als Ursprungsland zu nennen.

### Von den 1970er-Jahren bis heute
| 1973 | 23,89 |
| 1978 | 17,43 |
| 1983 | 17,89 |
| 1988 | 10,02 |
| 1990 | 10,15 |
| 1995 | 11,99 |
| 2000 | 16,30 |
| 2004 | 19,38 |
| 2005 | 15,68 |
| 2006 | 17,34 |
| 2007 | 15,69 |
| 2008 | 15,63 |

Die 1970er-Jahre begannen für die österreichischen Kinos mit einem massiven Besucherrückgang, begleitet von der Schließung hunderter Kinos. Besuchten 1962 noch 90,75 Millionen Personen und 1969 noch 39,5 Millionen Personen die österreichischen Kinos, minimierte sich die Zahl bis 1975 auf 20,8 Millionen. Bis 1982 sank die Zahl weiter auf 18,3 Millionen, während die Zahl der Fernsehanschlüsse die Zwei-Millionen-Marke überschritt. Seit Einsetzen des „Kinosterbens“ um 1960 schlossen bis 1977 ganze 700 Kinos ihre Pforten. Besonders drastisch war der Rückgang ab 1965, und dann zwischen 1970 und 1972, die als die schwärzesten Jahre der österreichischen Kinogeschichte gelten. In diesen drei Jahren schloss ein Drittel aller heimischen Kinos.
Als Hauptgründe werden die steigende Verbreitung von Fernsehgeräten und vielfältigere Freizeitmöglichkeiten genannt. Die zahlreichen geschlossenen kleinen Kinos in Kleinstädten und Landgemeinden wurden später durch Kinocenter ersetzt. Das erste eröffnete 1979 in Braunau, und 1980 folgte Wien mit dem „Multiplex“. Die Verlagerung der noch bestehenden Kinosaalkapazitäten von Landgemeinden und Innenstädten hin zu den Kinocentern an Stadträndern und in den Vorstädten nahm seinen Anlauf.
Besitzer größerer Kinos schlossen sich in diesen Jahren auch dem internationalen Trend an, große Säle in mehrere kleinere Säle aufzuteilen. So konnte der schlechten Auslastung der großen Säle entgegengetreten werden und mehr Filme zugleich gezeigt werden. In den 1970er-Jahren entstanden aufgrund eines jungen, kritischen Publikums auch die ersten Alternativkinos, in denen Filme gezeigt wurden, die sonst nicht in Österreich zu sehen gewesen wären. 1983 gab es in Wien 96 Säle in 69 Kinos. 1984 fand in Wien die „Wiener Kinoausstellung“ in der Wiener Stadthalle statt. 1986 bestanden 536 Kinos in Österreich, davon 97 in Wien.
Seit der ersten öffentlichen Kinovorführung im Jahr 1896 sind an die 400 Kinos in Wien belegt. Hatte es zeitweise in allen Bezirken Kinos gegeben, so gab es 1992 bereits neun Bezirke, in denen es kein Kino mehr gab. In den anderen Bezirken gab es fünf mit nur einem Kino. Bei einer Reihe von Kinos handelte es sich jedoch um einschlägige Sexkinos.
1993 existierten 260 Kinos in Österreich, davon 50 in Wien. Wurden 1994 nur noch 379 Kinosäle verzeichnet, stieg deren Anzahl bis 2001 auf einen neuen Höchststand von 564 an. Allein in Wien wurde mit dem Bau mehrerer großer Kinocenter ein dermaßen hoher Sitzplatzüberschuss und damit verbundene niedrige Auslastung erreicht, dass sich die Zahl der Kinosäle aufgrund wirtschaftlicher Probleme alleine zwischen 2001 und 2002 von 191 auf 166 wieder verringerte. Österreichweit sank die Zahl der Kinos weiter, auf 176 im Jahr 2003. Auch die Saalanzahl ging wieder leicht zurück, auf 553. Diese verfügten über eine Kapazität von rund 100.000 Sitzplätzen. Durchschnittlich kamen in diesem Jahr auf ein Kino drei Säle mit je rund 181 Sitzplätze. Als ältestes Kino der Welt galt bis zu seiner Schließung im Jahr 1999 das Wiener Erika-Kino, welches 1900 gegründet wurde.

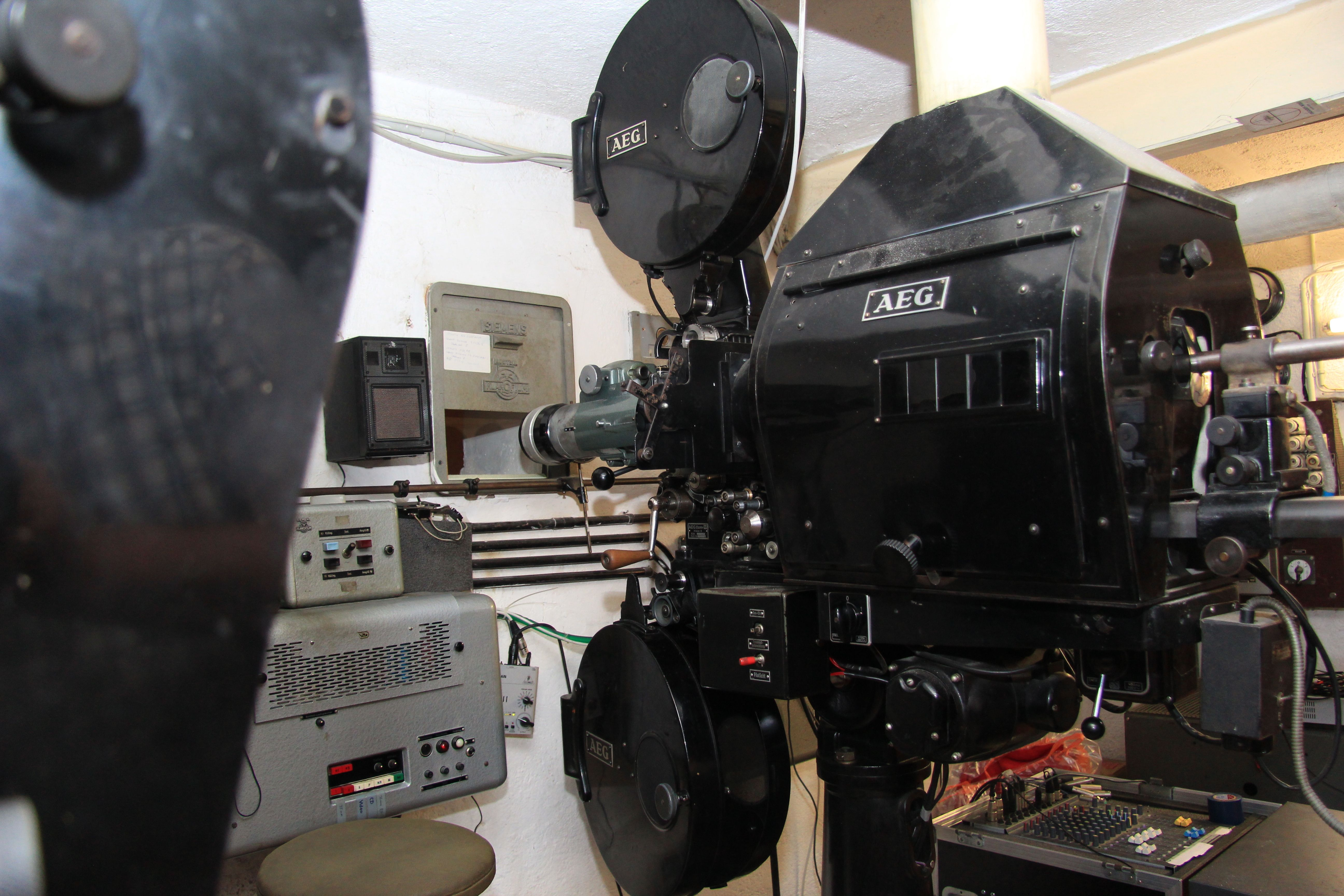
Alter noch in Betrieb befindlicher Vorführapparat von AEG im Drosendorfer Kino

Ein Kino, das seit 1920 ununterbrochen bespielt wird, ist ein Landkino in Drosendorf. Das Kino wurde vom Besitzer des im Zentrum der Kleinstadt liegenden Gasthofs Failler bis 1990 selbst betrieben. Seit diesem Jahr wird es vom Filmclub Drosendorf, der auch in Niederösterreich ein Wanderkino betreibt, in mehr oder weniger regelmäßigen Abständen noch mit den originalen Vorführapparaten bespielt.